# Deriva (concepto)

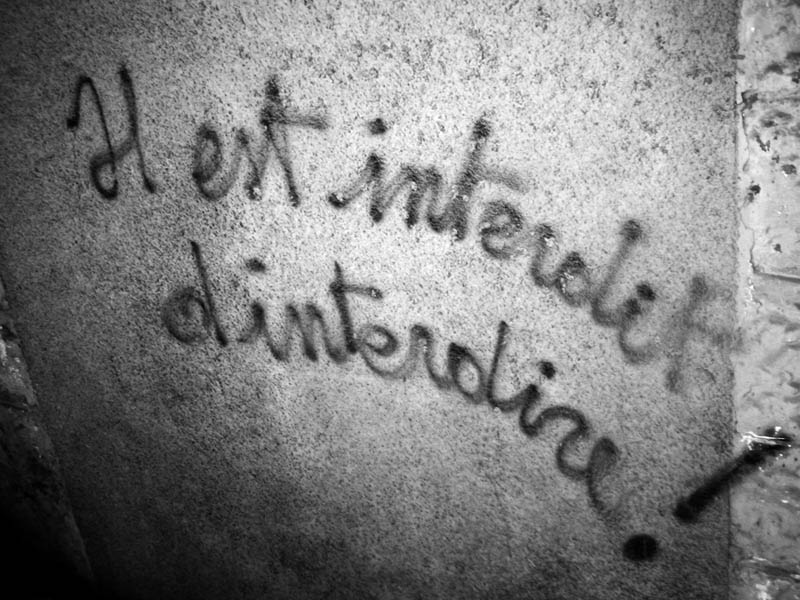
Graffiti situacionista, Menton, Francia, 2006 (el eslogan de 1968 ¡Está prohibido prohibir!, sin apóstrofo).

En francés dérive significa tomar una caminata sin objetivo específico, usualmente en la ciudad. El filósofo Guy Debord quiere establecer una reflexión a las formas de ver y experimentar la vida urbana. Así, en vez de ser prisioneros de una rutina diaria, él plantea seguir las emociones y mirar a las situaciones urbanas de una forma nueva radical.